# Ragnhild Törner
Ragnhild Maria Teresia Törner, tidigare Lange, född 23 april 1888 i Uddevalla församling, Göteborgs och Bohus län, död 27 juni 1972 i Uppsala domkyrkoförsamling, Uppsala län, var en svensk politiker. 

## Biografi
Ragnhild Törner föddes 1888 i Uddevalla. Hon var dotter till grosshandlaren Emil Lange och Hedvig Kafle. Törner avlade studentexamen i Göteborg 1908 och blev samma år student vid Uppsala universitet. Hon blev 1923 ledamot av stadsfullmäktige i Vadstena stad. Törner avled 1972 i Uppsala domkyrkoförsamling.

### Familj
Törner gifte sig 1910 med kyrkoherden Claes Törner i Vadstena församling.